# Vuelta a España 2012
La 67.ª edición de la Vuelta a España fue disputada desde el 18 de agosto hasta el 9 de septiembre de 2012 entre las localidades de Pamplona y Madrid, con un recorrido total de 3 296 km (en principio fueron 3 291) repartidos en 21 etapas.
Ocho lugares fueron salidas inéditas en el 2012: las de Baracaldo, Tarazona, Cambados, Villagarcía de Arosa, Palas de Rey, La Robla, Palazuelos de Eresma (La Faisanera Golf. Segovia 21) y Cercedilla; mientras que también fueron finales inéditos de etapa Viana, Motorland Aragón, Andorra (Collada de La Gallina), Sangenjo, Dumbría (Mirador de Ézaro), Puerto de Ancares, Valgrande-Pajares (Cuitu Negru), Fuente Dé y La Lastrilla.
El ganador final fue Alberto Contador (quien además del jersey rojo se hizo con una etapa y el premio de la combatividad), tras conseguir la victoria en la 17.ª etapa con final en Fuente Dé tras un ataque a más de 50 km de meta. Le acompañaron en el podio Alejandro Valverde (quien además se hizo con la clasificación de la regularidad, de la combinada y dos etapas) y Joaquim Rodríguez (vencedor de tres etapas), respectivamente. Ellos tres fueron los grandes protagonistas de la Vuelta ya que el cuarto Chris Froome acabó a más de 10 minutos, mientras que Joaquim acabó a 1 min 37 s de Alberto.
En las otras clasificaciones y premios secundarios se impusieron Simon Clarke (montaña), Movistar (equipos) y Javier Aramendia (combatividad). Cabe destacar las 5 victorias de John Degenkolb.

## Recorrido controvertido
Antes del inicio el recorrido de esta edición fue duramente criticado por los medios especializados por el abuso de etapas unipuerto con final en alto, los pocos kilómetros contrarreloj y ser la mayoría de etapas muy parecidas y de similares características (por ejemplo todas las de montaña y media-montaña con final en alto excepto la de Barcelona y muchas de ellas con desniveles superiores al 10% en los últimos kilómetros de ascensión). Debido a esa escasa dureza, y toda ella concentrada en los últimos kilómetros, fue la edición que más ciclistas la acabaron, 175 (el 88,3% del total), con solo 23 abandonos. Por ejemplo, en el 2002 la comenzaron 207 y acabaron 132.
Sin embargo, finalmente fue considerada la mejor Vuelta a España de la historia por algunos exciclistas como José Antonio González Linares por los grandes ciclistas que congregó (Alejandro Valverde, Joaquim Rodríguez, Chris Froome y el tan esperado regresó de Alberto Contador, entre otros); además, la lucha y emoción que hubo hasta el final con sprints continuos al final de la mayoría de las etapas entre los 3 primeros, unido al recorrido poco montañoso pero con muchos finales en alto que no propiciaron ataques lejanos provocando esa lucha "cuerpo a cuerpo" en los metros finales, hicieron de ella (siempre según algunos medios) la mejor carrera por etapas de la temporada. A pesar de todas las etapas de montaña cabe destacar en ese aspecto que la que provocó mayores diferencias, y por la que es recordada y alabada esta vuelta, fue una etapa de media-montaña en principio intrascendente con final en Fuente Dé en la que Contador atacó en el Colláu Joz a más de 50 km de meta.

## Equipos participantes
Tomaron parte en la carrera los 18 equipos de categoría UCI ProTeam (al tener obligada y asegurada su participación); más 4 de categoría Profesional Continental invitados por la organización (Andalucía, Caja Rural, Cofidis, le Crédit en Ligne y Team Argos-Shimano). Formando así un pelotón de 198 ciclistas (cerca del límite de 200 establecido para carreras profesionales), con 9 corredores cada equipo, de los que acabaron 175. Los equipos participantes fueron:
| ProTeams (18)- AG2R La Mondiale - Astana - BMC Racing Team - Euskaltel-Euskadi - FDJ-BigMat - Garmin-Sharp - Katusha Team - Lampre-ISD - Liquigas-Cannondale - Lotto-Belisol - Movistar Team - Omega Pharma-Quick Step - Orica-GreenEDGE - Rabobank - RadioShack-Nissan - Saxo Bank-Tinkoff Bank - Sky - Vacansoleil - DCM Equipos continentales profesionales (4)- Andalucía - Argos-Shimano - Caja Rural - Cofidis, le Crédit en Ligne |
| |

El eritreo Daniel Teklehaymanot (Orica-GreenEDGE) se convirtió en esta edición en el primer ciclista del África negra de la historia en participar en una Gran Vuelta. Además, Danail Petrov (Caja Rural) fue el primer búlgaro y Cheng Ji (Argos-Shimano) el primer chino en disputar la Vuelta. Todos ellos lograron acabar la prueba, Cheng en el último lugar.
En la última etapa los corredores que se retiraban después de la etapa Grischa Niermann y David Moncoutié (ganador en 2008, 2009, 2010 y 2011 de la clasificación de la montaña y de dos etapas de la Vuelta) fueron homenajeados.

## Etapas
| Etapa      | Fecha     | Recorrido       | type                     | Distancia (km) | Ganador            | Líder                |
| ---------- | --------- | --------------- | ------------------------ | -------------- | ------------------ | -------------------- |
| 1.ª etapa  | 18 de ago |                 | contrarreloj por equipos | 16,5           | Movistar Team      | Jonathan Castroviejo |
| 2.ª etapa  | 19 de ago |                 | etapa llana              | 181,4          | John Degenkolb     | Jonathan Castroviejo |
| 3.ª etapa  | 20 de ago |                 | etapa de media montaña   | 155,3          | Alejandro Valverde | Alejandro Valverde   |
| 4.ª etapa  | 21 de ago |                 | etapa de media montaña   | 160,6          | Simon Clarke       | Joaquim Rodríguez    |
| 5.ª etapa  | 22 de ago |                 | etapa llana              | 168            | John Degenkolb     | Joaquim Rodríguez    |
| 6.ª etapa  | 23 de ago |                 | etapa de media montaña   | 175,4          | Joaquim Rodríguez  | Joaquim Rodríguez    |
| 7.ª etapa  | 24 de ago |                 | etapa llana              | 164,2          | John Degenkolb     | Joaquim Rodríguez    |
| 8.ª etapa  | 25 de ago |                 | etapa de montaña         | 174,7          | Alejandro Valverde | Joaquim Rodríguez    |
| 9.ª etapa  | 26 de ago |                 | etapa llana              | 196,3          | Philippe Gilbert   | Joaquim Rodríguez    |
|            | 27 de ago | Día de descanso | Día de descanso          |                |                    |                      |
| 10.ª etapa | 28 de ago |                 | etapa llana              | 190            | John Degenkolb     | Joaquim Rodríguez    |
| 11.ª etapa | 29 de ago |                 | contrarreloj individual  | 39,4           | Fredrik Kessiakoff | Joaquim Rodríguez    |
| 12.ª etapa | 30 de ago |                 | etapa de media montaña   | 190,5          | Joaquim Rodríguez  | Joaquim Rodríguez    |
| 13.ª etapa | 31 de ago |                 | etapa llana              | 172,8          | Stephen Cummings   | Joaquim Rodríguez    |
| 14.ª etapa | 1 de sep  |                 | etapa de montaña         | 149,2          | Joaquim Rodríguez  | Joaquim Rodríguez    |
| 15.ª etapa | 2 de sep  |                 | etapa de montaña         | 186,5          | Antonio Piedra     | Joaquim Rodríguez    |
| 16.ª etapa | 3 de sep  |                 | etapa de montaña         | 183,5          | Dario Cataldo      | Joaquim Rodríguez    |
|            | 4 de sep  | Día de descanso | Día de descanso          |                |                    |                      |
| 17.ª etapa | 5 de sep  |                 | etapa de media montaña   | 187,3          | Alberto Contador   | Alberto Contador     |
| 18.ª etapa | 6 de sep  |                 | etapa llana              | 204,5          | Daniele Bennati    | Alberto Contador     |
| 19.ª etapa | 7 de sep  |                 | etapa llana              | 178,4          | Philippe Gilbert   | Alberto Contador     |
| 20.ª etapa | 8 de sep  |                 | etapa de montaña         | 170,7          | Denís Menshov      | Alberto Contador     |
| 21.ª etapa | 9 de sep  |                 | etapa llana              | 115            | John Degenkolb     | Alberto Contador     |

## Clasificaciones finales

### Clasificación general
| \| Clasificación general \| Clasificación general \| Clasificación general \| Clasificación general \| Clasificación general \| \| Ciclista \| Ciclista \| Equipo \| Tiempo \| \| \| --------------------- \| --------------------- \| ---------------------- \| --------------------- \| --------------------- \| \| 1.º \| Alberto Contador \| Saxo Bank-Tinkoff Bank \| 84 h 59 min 49 s \| \| \| 2.º \| Alejandro Valverde \| Movistar Team \| + 1 min 16 s \| \| \| 3.º \| Joaquim Rodríguez \| Katusha \| + 1 min 37 s \| \| \| 4.º \| Chris Froome \| Team Sky \| + 10 min 16 s \| \| \| 5.º \| Dani Moreno \| Katusha \| + 11 min 29 s \| \| \| 6.º \| Robert Gesink \| Rabobank \| + 12 min 23 s \| \| \| 7.º \| Andrew Talansky \| Garmin-Sharp \| + 13 min 28 s \| \| \| 8.º \| Laurens ten Dam \| Rabobank \| + 13 min 41 s \| \| \| 9.º \| Igor Antón \| Euskaltel-Euskadi \| + 14 min 01 s \| \| \| 10.º \| Beñat Intxausti \| Movistar Team \| + 16 min 13 s \| \| \| 11.º \| Gorka Verdugo \| Euskaltel-Euskadi \| + 16 min 22 s \| \| \| 12.º \| Nicolas Roche \| AG2R La Mondiale \| + 17 min 50 s \| \| \| 13.º \| Tomasz Marczynski \| Vacansoleil-DCM \| + 19 min 14 s \| \| \| 14.º \| Sergio Luis Henao \| Team Sky \| + 19 min 59 s \| \| \| 15.º \| Przemysław Niemiec \| Lampre-ISD \| + 20 min 48 s \| \| \| 16.º \| Maxime Monfort \| RadioShack-Nissan \| + 20 min 50 s \| \| \| 17.º \| Bart De Clercq \| Lotto-Belisol \| + 20 min 56 s \| \| \| 18.º \| Rinaldo Nocentini \| AG2R La Mondiale \| + 22 min 30 s \| \| \| 19.º \| Winner Anacona \| Lampre-ISD \| + 23 min 38 s \| \| \| 20.º \| Maxime Bouet \| AG2R La Mondiale \| + 26 min 30 s \| \| |                    |                        |                  |
| |                    |                        |                  |
| Fuente: ProCyclingStats |                    |                        |                  |
| Clasificación general |                    |                        |                  |
| Ciclista | Ciclista           | Equipo                 | Tiempo           |
| 1.º | Alberto Contador   | Saxo Bank-Tinkoff Bank | 84 h 59 min 49 s |
| 2.º | Alejandro Valverde | Movistar Team          | + 1 min 16 s     |
| 3.º | Joaquim Rodríguez  | Katusha                | + 1 min 37 s     |
| 4.º | Chris Froome       | Team Sky               | + 10 min 16 s    |
| 5.º | Dani Moreno        | Katusha                | + 11 min 29 s    |
| 6.º | Robert Gesink      | Rabobank               | + 12 min 23 s    |
| 7.º | Andrew Talansky    | Garmin-Sharp           | + 13 min 28 s    |
| 8.º | Laurens ten Dam    | Rabobank               | + 13 min 41 s    |
| 9.º | Igor Antón         | Euskaltel-Euskadi      | + 14 min 01 s    |
| 10.º | Beñat Intxausti    | Movistar Team          | + 16 min 13 s    |
| 11.º | Gorka Verdugo      | Euskaltel-Euskadi      | + 16 min 22 s    |
| 12.º | Nicolas Roche      | AG2R La Mondiale       | + 17 min 50 s    |
| 13.º | Tomasz Marczynski  | Vacansoleil-DCM        | + 19 min 14 s    |
| 14.º | Sergio Luis Henao  | Team Sky               | + 19 min 59 s    |
| 15.º | Przemysław Niemiec | Lampre-ISD             | + 20 min 48 s    |
| 16.º | Maxime Monfort     | RadioShack-Nissan      | + 20 min 50 s    |
| 17.º | Bart De Clercq     | Lotto-Belisol          | + 20 min 56 s    |
| 18.º | Rinaldo Nocentini  | AG2R La Mondiale       | + 22 min 30 s    |
| 19.º | Winner Anacona     | Lampre-ISD             | + 23 min 38 s    |
| 20.º | Maxime Bouet       | AG2R La Mondiale       | + 26 min 30 s    |

### Clasificación por puntos
| Clasificación por puntos | Clasificación por puntos | Clasificación por puntos | Clasificación por puntos | Clasificación por puntos |
| Ciclista                 | Ciclista                 | Equipo                   | Puntos                   |                          |
| ------------------------ | ------------------------ | ------------------------ | ------------------------ | ------------------------ |
| 1.º                      | Alejandro Valverde       | Movistar Team            | 199 pts                  |                          |
| 2.º                      | Joaquim Rodríguez        | Katusha                  | 193 pts                  |                          |
| 3.º                      | Alberto Contador         | Saxo Bank-Tinkoff Bank   | 161 pts                  |                          |
| 4.º                      | John Degenkolb           | Argos-Shimano            | 149 pts                  |                          |
| 5.º                      | Daniele Bennati          | RadioShack-Nissan        | 107 pts                  |                          |
| 6.º                      | Chris Froome             | Team Sky                 | 93 pts                   |                          |
| 7.º                      | Allan Davis              | Orica-GreenEDGE          | 84 pts                   |                          |
| 8.º                      | Elia Viviani             | Liquigas-Cannondale      | 79 pts                   |                          |
| 9.º                      | Lloyd Mondory            | AG2R La Mondiale         | 74 pts                   |                          |
| 10.º                     | Dani Moreno              | Katusha                  | 72 pts                   |                          |

### Clasificación de la montaña
| Clasificación de la montaña | Clasificación de la montaña | Clasificación de la montaña | Clasificación de la montaña | Clasificación de la montaña |
| Ciclista                    | Ciclista                    | Equipo                      | Puntos                      |                             |
| --------------------------- | --------------------------- | --------------------------- | --------------------------- | --------------------------- |
| 1.º                         | Simon Clarke                | Orica-GreenEDGE             | 63 pts                      |                             |
| 2.º                         | David de la Fuente          | Caja Rural                  | 40 pts                      |                             |
| 3.º                         | Joaquim Rodríguez           | Katusha                     | 36 pts                      |                             |
| 4.º                         | Thomas de Gendt             | Vacansoleil-DCM             | 33 pts                      |                             |
| 5.º                         | Alejandro Valverde          | Movistar Team               | 31 pts                      |                             |
| 6.º                         | Alberto Contador            | Saxo Bank-Tinkoff Bank      | 28 pts                      |                             |
| 7.º                         | Dario Cataldo               | Omega Pharma-Quick Step     | 27 pts                      |                             |
| 8.º                         | Richie Porte                | Team Sky                    | 21 pts                      |                             |
| 9.º                         | Denís Menshov               | Katusha                     | 20 pts                      |                             |
| 10.º                        | David Moncoutié             | Cofidis, le Crédit en Ligne | 18 pts                      |                             |

### Clasificación combinada
En la clasificación combinada se suman los puestos de los corredores en la clasificación general, la clasificación a puntos y la de la montaña. El corredor que menos puestos tenga en la suma de las tres camisas es el primero de la clasificación.
| Clasificación de la combinada | Clasificación de la combinada | Clasificación de la combinada | Clasificación de la combinada | Clasificación de la combinada |
| Ciclista                      | Ciclista                      | Equipo                        | Puntos                        |                               |
| ----------------------------- | ----------------------------- | ----------------------------- | ----------------------------- | ----------------------------- |
| 1.º                           | Alejandro Valverde            | Movistar Team                 | 8 pts                         |                               |
| 2.º                           | Joaquim Rodríguez             | Katusha                       | 8 pts                         |                               |
| 3.º                           | Alberto Contador              | Saxo Bank-Tinkoff Bank        | 10 pts                        |                               |
| 4.º                           | Chris Froome                  | Team Sky                      | 30 pts                        |                               |
| 5.º                           | Dani Moreno                   | Katusha                       | 48 pts                        |                               |
| 6.º                           | Nicolas Roche                 | AG2R La Mondiale              | 65 pts                        |                               |
| 7.º                           | Eros Capecchi                 | Liquigas-Cannondale           | 79 pts                        |                               |
| 8.º                           | Thomas de Gendt               | Vacansoleil-DCM               | 80 pts                        |                               |
| 9.º                           | Dario Cataldo                 | Omega Pharma-Quick Step       | 85 pts                        |                               |
| 10.º                          | Sergio Luis Henao             | Team Sky                      | 88 pts                        |                               |

### Clasificación por equipos
| Clasificación por equipos | Clasificación por equipos | Clasificación por equipos | Clasificación por equipos |
| Equipo                    | Equipo                    | Tiempo                    |                           |
| ------------------------- | ------------------------- | ------------------------- | ------------------------- |
| 1.º                       | Movistar Team             | 254 h 52 min 49 s         |                           |
| 2.º                       | Euskaltel-Euskadi         | + 9 min 40 s              |                           |
| 3.º                       | AG2R La Mondiale          | + 20 min 19 s             |                           |
| 4.º                       | Rabobank                  | + 23 min 48 s             |                           |
| 5.º                       | Sky                       | + 26 min 55 s             |                           |
| 6.º                       | Katusha Team              | + 36 min 07 s             |                           |
| 7.º                       | Lampre-ISD                | + 53 min 00 s             |                           |
| 8.º                       | Saxo Bank-Tinkoff Bank    | + 1 h 01 min 11 s         |                           |
| 9.º                       | RadioShack-Nissan         | + 1 h 17 min 34 s         |                           |
| 10.º                      | Caja Rural                | + 1 h 25 min 10 s         |                           |

### Premio de la combatividad
| Posición | Ciclista         | Equipo                 |
| -------- | ---------------- | ---------------------- |
|          | Alberto Contador | Saxo Bank-Tinkoff Bank |

## Evolución de las clasificaciones
| Etapa                   |                          | Ganador _          | Clasificación general | Puntos             | Montaña            | Combatividad        | Combinada          | Equipo        |
| ----------------------- | ------------------------ | ------------------ | --------------------- | ------------------ | ------------------ | ------------------- | ------------------ | ------------- |
| 1.ª etapa               | contrarreloj por equipos | Movistar Team      | Jonathan Castroviejo  | no otorgado        | no otorgado        | Imanol Erviti       | no otorgado        | Imanol Erviti |
| 2.ª etapa               | etapa llana              | John Degenkolb     | Jonathan Castroviejo  | John Degenkolb     | Javier Chacón      | Javier Aramendia    | Javier Chacón      | Movistar Team |
| 3.ª etapa               | etapa de media montaña   | Alejandro Valverde | Alejandro Valverde    | Alejandro Valverde | Pim Ligthart       | Philippe Gilbert    | Alejandro Valverde | Movistar Team |
| 4.ª etapa               | etapa de media montaña   | Simon Clarke       | Joaquim Rodríguez     | Simon Clarke       | Simon Clarke       | Luis Ángel Maté     | Joaquim Rodríguez  | Rabobank      |
| 5.ª etapa               | etapa llana              | John Degenkolb     | Joaquim Rodríguez     | John Degenkolb     | Simon Clarke       | Javier Chacón       | Joaquim Rodríguez  | Rabobank      |
| 6.ª etapa               | etapa de media montaña   | Joaquim Rodríguez  | Joaquim Rodríguez     | John Degenkolb     | Simon Clarke       | Thomas de Gendt     | Joaquim Rodríguez  | Sky           |
| 7.ª etapa               | etapa llana              | John Degenkolb     | Joaquim Rodríguez     | John Degenkolb     | Simon Clarke       | Javier Aramendia    | Joaquim Rodríguez  | Sky           |
| 8.ª etapa               | etapa de montaña         | Alejandro Valverde | Joaquim Rodríguez     | John Degenkolb     | Alejandro Valverde | Javier Aramendia    | Joaquim Rodríguez  | Rabobank      |
| 9.ª etapa               | etapa llana              | Philippe Gilbert   | Joaquim Rodríguez     | Joaquim Rodríguez  | Alejandro Valverde | Javier Chacón       | Joaquim Rodríguez  | Rabobank      |
| 10.ª etapa              | etapa llana              | John Degenkolb     | Joaquim Rodríguez     | John Degenkolb     | Alejandro Valverde | Javier Aramendia    | Joaquim Rodríguez  | Rabobank      |
| 11.ª etapa              | contrarreloj individual  | Fredrik Kessiakoff | Joaquim Rodríguez     | John Degenkolb     | Alejandro Valverde | Fredrik Kessiakoff  | Joaquim Rodríguez  | Rabobank      |
| 12.ª etapa              | etapa de media montaña   | Joaquim Rodríguez  | Joaquim Rodríguez     | Joaquim Rodríguez  | Alejandro Valverde | Mikel Astarloza     | Joaquim Rodríguez  | Rabobank      |
| 13.ª etapa              | etapa llana              | Stephen Cummings   | Joaquim Rodríguez     | Joaquim Rodríguez  | Alejandro Valverde | Juan Antonio Flecha | Joaquim Rodríguez  | Rabobank      |
| 14.ª etapa              | etapa de montaña         | Joaquim Rodríguez  | Joaquim Rodríguez     | Joaquim Rodríguez  | Simon Clarke       | Juanma Gárate       | Joaquim Rodríguez  | Rabobank      |
| 15.ª etapa              | etapa de montaña         | Antonio Piedra     | Joaquim Rodríguez     | Joaquim Rodríguez  | Simon Clarke       | David de la Fuente  | Joaquim Rodríguez  | Movistar Team |
| 16.ª etapa              | etapa de montaña         | Dario Cataldo      | Joaquim Rodríguez     | Joaquim Rodríguez  | Simon Clarke       | Dario Cataldo       | Joaquim Rodríguez  | Movistar Team |
| 17.ª etapa              | etapa de media montaña   | Alberto Contador   | Alberto Contador      | Joaquim Rodríguez  | Simon Clarke       | Alberto Contador    | Joaquim Rodríguez  | Movistar Team |
| 18.ª etapa              | etapa llana              | Daniele Bennati    | Alberto Contador      | Joaquim Rodríguez  | Simon Clarke       | Gatis Smukulis      | Joaquim Rodríguez  | Movistar Team |
| 19.ª etapa              | etapa llana              | Philippe Gilbert   | Alberto Contador      | Joaquim Rodríguez  | Simon Clarke       | Cheng Ji            | Joaquim Rodríguez  | Movistar Team |
| 20.ª etapa              | etapa de montaña         | Denís Menshov      | Alberto Contador      | Joaquim Rodríguez  | Simon Clarke       | Simon Clarke        | Joaquim Rodríguez  | Movistar Team |
| 21.ª etapa              | etapa llana              | John Degenkolb     | Alberto Contador      | Alejandro Valverde | Simon Clarke       | no otorgado         | Alejandro Valverde | Movistar Team |
| Clasificaciones finales | Clasificaciones finales  |                    | Alberto Contador      | Alejandro Valverde | Simon Clarke       | Alberto Contador    | Alejandro Valverde | Movistar Team |

## Abandonos
Durante la carrera se produjeron los siguientes abandonos:
| Etapa | Fecha           | Recorrido                                                           | km         | Ciclista              | Equipo                      | Motivos                                                                               |
| 1.ª   | 18 de agosto    | Pamplona-Pamplona                                                   | 16,2 (CRE) | Enrico Gasparotto     | Astana                      | Fuera de control debido a una fractura de la clavícula derecha                        |
| 4.ª   | 21 de agosto    | Baracaldo-Estación de Valdezcaray                                   | 155,4      | David Boucher         | FDJ-Big Mat                 | Retirado                                                                              |
| 8.ª   | 25 de agosto    | Lérida- Andorra (Collada de La Gallina)                             | 175        | Tom Dumoulin          | Argos-Shimano               | Retirado                                                                              |
| 8.ª   | 25 de agosto    | Lérida- Andorra (Collada de La Gallina)                             | 175        | Yoann Bagot           | Cofidis, le Crédit en Ligne | Fractura de codo                                                                      |
| 10.ª  | 28 de agosto    | Puenteareas-Sangenjo                                                | 166,4      | John Gadret           | Ag2r La Mondiale            | No toma la salida                                                                     |
| 12.ª  | 30 de agosto    | Villagarcía de Arosa-Dumbría (Mirador de Ézaro)                     | 184,6      | Xabier Zandio         | Sky Procycling              | Retirado                                                                              |
| 12.ª  | 30 de agosto    | Villagarcía de Arosa-Dumbría (Mirador de Ézaro)                     | 184,6      | Daniele Ratto         | Liquigas-Cannondale         | Gastroenteritis                                                                       |
| 13.ª  | 31 de agosto    | Santiago de Compostela-Ferrol                                       | 172,7      | Morris Possoni        | Lampre-ISD                  | Cortada en la nariz que necesitó puntos de sutura                                     |
| 13.ª  | 31 de agosto    | Santiago de Compostela-Ferrol                                       | 172,7      | Nacer Bouhanni        | FDJ-Big Mat                 | Molestias en la rodilla                                                               |
| 13.ª  | 31 de agosto    | Santiago de Compostela-Ferrol                                       | 172,7      | Hayden Roulston       | RadioShack-Nissan           | No toma la salida                                                                     |
| 14.ª  | 1 de septiembre | Palas de Rey-Puerto de Ancares                                      | 152        | José Joaquín Rojas    | Movistar Team               | Rotura fibrilar                                                                       |
| 14.ª  | 1 de septiembre | Palas de Rey-Puerto de Ancares                                      | 152        | Jurgen Van den Broeck | Lotto Belisol Team          | Decisión propia de no continuar por fatiga                                            |
| 14.ª  | 1 de septiembre | Palas de Rey-Puerto de Ancares                                      | 152        | Jens Debusschere      | Lotto Belisol Team          | No inició la etapa                                                                    |
| 14.ª  | 1 de septiembre | Palas de Rey-Puerto de Ancares                                      | 152        | Olivier Kaisen        | Lotto Belisol Team          | No inició la etapa                                                                    |
| 14.ª  | 1 de septiembre | Palas de Rey-Puerto de Ancares                                      | 152        | Rafa Valls            | Vacansoleil-DCM             | Fatiga acumulada.                                                                     |
| 16.ª  | 3 de septiembre | Gijón-Valgrande-Pajares (Cuitu Negru)                               | 185        | Cameron Meyer         | Orica GreenEDGE             | No inició la etapa para preparar la contrarreloj por equipos del Campeonato del mundo |
| 16.ª  | 3 de septiembre | Gijón-Valgrande-Pajares (Cuitu Negru)                               | 185        | Pablo Lechuga         | Andalucía                   | Abandono en carretera                                                                 |
| 17.ª  | 5 de septiembre | Santander-Fuente Dé                                                 | 177        | Joost van Leijen      | Lotto Belisol               | Abandono en carretera                                                                 |
| 17.ª  | 5 de septiembre | Santander-Fuente Dé                                                 | 177        | Rob Ruijgh            | Vacansoleil-DCM             | Abandono en carretera                                                                 |
| 18.ª  | 6 de septiembre | Aguilar de Campoo-Valladolid                                        | 186,4      | Linus Gerdemann       | RadioShack-Nissan           | Abandono en carretera                                                                 |
| 19.ª  | 7 de septiembre | Peñafiel-La Lastrilla                                               | 169        | Jesús Rosendo         | Andalucía                   | No inició la etapa                                                                    |
| 20.ª  | 8 de septiembre | Palazuelos de Eresma (La Faisanera Golf. Segovia 21)-Bola del Mundo | 169,5      | Tony Martin           | Omega Pharma-QuickStep      | Abandono en carretera                                                                 |
| 20.ª  | 8 de septiembre | Palazuelos de Eresma (La Faisanera Golf. Segovia 21)-Bola del Mundo | 169,5      | Assan Bazayev         | Astana                      | Abandono en carretera                                                                 |

## Lista de puertos puntuables
| Etapa      | Puertos                        | Desnivel | Distancia | % Medio | Categoría | 1.er corredor en pasar |
| ---------- | ------------------------------ | -------- | --------- | ------- | --------- | ---------------------- |
| 1.ª etapa  | Sin puertos puntuables         |          |           |         |           |                        |
| 2.ª etapa  | Alto de la Chapela             | 215 m    | 6 km      | 3,50%   | 3.ª       | Javier Chacón          |
| 3.ª etapa  | Alto La Aldea                  | 425 m    | 11 km     | 3,80 %  | 2.ª       | Pim Ligthart           |
| 3.ª etapa  | Puerto de Vitoria              | 220 m    | 6,7 km    | 3,2 %   | 3.ª       | Pim Ligthart           |
| 3.ª etapa  | Puerto de Campázar             | 276 m    | 5,7 km    | 4,8 %   | 3.ª       | Pim Ligthart           |
| 3.ª etapa  | Alto de Arrate                 | 430 m    | 5,5 km    | 7,8 %   | 1.ª       | Alejandro Valverde     |
| 4.ª etapa  | Puerto de Orduña               | 605 m    | 7,7 km    | 7,8 %   | 1.ª       | Luis Ángel Mate        |
| 4.ª etapa  | Estación de Valdezcaray        | 695 m    | 13,4 km   | 5,2%    | 1.ª       | Simon Clarke           |
| 5.ª etapa  | Sin puertos puntuables         |          |           |         |           |                        |
| 6.ª etapa  | Puerto del Oroel               | 340 m    | 12 km     | 2,80%   | 3.ª       | Thomas de Gendt        |
| 6.ª etapa  | Fuerte del Rapitán             | 205 m    | 3,8 km    | 5,4%    | 3.ª       | Joaquim Rodríguez      |
| 7.ª etapa  | Sin puertos puntuables         |          |           |         |           |                        |
| 8.ª etapa  | Alto de la Comella             | 200 m    | 3,8 km    | 5,20%   | 2.ª       | Javier Ramírez Abeja   |
| 8.ª etapa  | Collada de la Gallina          | 580 m    | 7,2 km    | 8%      | 1.ª       | Alejandro Valverde     |
| 9.ª etapa  | Alto de la Collada de Clarà    | 350 m    | 6,4 km    | 5,40%   | 3.ª       | Bert-Jan Lindeman      |
| 9.ª etapa  | Alto de Montjuic               | 90 m     | 1,1 km    | 8,1%    | 3.ª       | Philippe Gilbert       |
| 10.ª etapa | Alto de San Cosme              | 370 m    | 6,8 km    | 5,4%    | 3.ª       | Javier Aramendia       |
| 11.ª etapa | Alto Monte Castrove            | 447 m    | 10 km     | 4,4%    | 3.ª       | Fredrik Kessiakoff     |
| 12.ª etapa | Mirador de Ézaro               | 250 m    | 1,9 km    | 13,1%   | 3.ª       | Joaquim Rodríguez      |
| 13.ª etapa | Sin puertos puntuables         |          |           |         |           |                        |
| 14.ª etapa | Alto de Castro                 | 280 m    | 4,7 km    | 5,9%    | 3.ª       | David Moncoutié        |
| 14.ª etapa | Alto de Vilaesteva             | 430 m    | 9,5 km    | 4,5%    | 2.ª       | Simon Clarke           |
| 14.ª etapa | Alto de O Lago                 | 350 m    | 8,4 km    | 4,1%    | 3.ª       | Simon Clarke           |
| 14.ª etapa | Alto Folgueiras de Aigas       | 650 m    | 9,7 km.   | 6,7%    | 1.ª       | Simon Clarke           |
| 14.ª etapa | Puerto de Ancares              | 770 m    | 9,5 km    | 8,1%    | 1.ª       | Joaquim Rodríguez      |
| 15.ª etapa | Santo Emiliano                 | 310 m    | 6,2 km    | 5%      | 3.ª       | David de la Fuente     |
| 15.ª etapa | Alto del Mirador del Fito      | 570 m    | 6,8 km    | 8,30%   | 1.ª       | David de la Fuente     |
| 15.ª etapa | Lagos de Covadonga             | 950 m    | 13,5 km   | 7%      | ESP       | Antonio Piedra         |
| 16.ª etapa | Alto de la Cabruñana           | 255 m.   | 4,4 km.   | 5,70%   | 3.ª       | David Moncoutié        |
| 16.ª etapa | Puerto de San Lorenzo          | 850 m    | 10 km     | 8,50%   | 1.ª       | Thomas de Gendt        |
| 16.ª etapa | Alto de la Cobertoria          | 692 m    | 8 km      | 8,60%   | 1.ª       | Thomas de Gendt        |
| 16.ª etapa | Valgrande-Pajares. Cuitu Negru | 1.340 m  | 19,4 km   | 6,90%   | ESP       | Dario Cataldo          |
| 17.ª etapa | Colláu Jozalba                 | 395 m    | 5,9 km    | 6,60%   | 3.ª       | Arnold Jeannesson      |
| 17.ª etapa | Colláu Joz                     | 435 m    | 5,7 km    | 7,60%   | 2.ª       | David Moncoutié        |
| 17.ª etapa | Fuente Dé                      | 690 m    | 17,3 km   | 3,90%   | 2.ª       | Alberto Contador       |
| 18.ª etapa | Sin puertos puntuables         |          |           |         |           |                        |
| 19.ª etapa | Sin puertos puntuables         |          |           |         |           |                        |
| 20.ª etapa | Puerto de Navafría             | 575 m.   | 10,1 km.  | 5,60%   | 1.ª       | Simon Clarke           |
| 20.ª etapa | Puerto de Canencia             | 390 m    | 9,8 km    | 3,90%   | 2.ª       | Simon Clarke           |
| 20.ª etapa | Puerto de la Morcuera          | 640 m    | 9,2 km    | 6,90%   | 1.ª       | Simon Clarke           |
| 20.ª etapa | Puerto de Cotos                | 675 m    | 13,8 km   | 4,90%   | 1.ª       | David de la Fuente     |
| 20.ª etapa | Bola del Mundo                 | 987 m    | 11,4 km   | 8,60%   | ESP       | Denis Menchov          |
| 21.ª etapa | Sin puertos puntuables         |          |           |         |           |                        |

## Banda sonora
Este año la sintonía de la Vuelta perteneció a la canción «Día Cero», del grupo La Oreja de Van Gogh.